# Rio Dande
O Dande ou Dange é um rio de Angola.
Nasce nas zonas planálticas do município de Negage, na província de Uíge, onde é mais conhecido como Dange. Separa a província do Uíge da do Cuanza Norte e esta da do Bengo, onde acaba por penetrar, passando a Barragem das Mabubas — parcialmente destruída na Guerra Civil Angolana — e a cidade do Caxito, no município do Dande. No seu tramo final, as águas do rio Dande são utilizadas para irrigar as plantações de várias fazendas que se encontram nas suas margens.
Deságua na baía do Dande-Catumbo, no Oceano Atlântico, junto da localidade da Barra do Dande.